# گروه اوراسکام
گروه اوراسکام (به انگلیسی: Orascom) شرکت خوشه‌ای مصری است، که از طریق شرکت‌های تابعه و زیرمجموعه خود، در حوزه‌های مخابرات، ساخت‌وساز املاک و مستغلات، بازرگانی، تولید سیمان و کود شیمیایی، ارائه خدمات هتل‌داری و گردشگری فعالیت می‌کند.
شرکت گروه اوراسکام در سال ۱۹۷۶ توسط انسی ساویریس تأسیس شد و در حال حاضر مالک شرکت‌های اوراسکام، شرکت توسعه اوراسکام، گلوبال تلکام، موبینیل و شرکت فناوری اوراسکام می‌باشد و بزرگترین شرکت بخش خصوصی مصر به‌شمار می‌آید.
دفتر مرکزی این شرکت در شهر قاهره، مصر قرار دارد و دفاتر بین‌المللی آن در کشورهای الجزایر، تونس، عراق، پاکستان، بنگلادش و ایتالیا مستقر می‌باشند. بخشی از سهام این گروه متعلق به انسی ساویریس، ناصف ساویریس و نجیب انسی ساویرس است.